# Renata Scaglia
Renata Scaglia (ur. 25 kwietnia 1954 w Rivoli) – włoska lekkoatletka specjalizująca się w rzucie dyskiem.
Dwukrotna medalistka igrzysk śródziemnomorskich (1975 i 1979). Uczestniczka uniwersjady, która w 1973 roku odbyła się w Moskwie. Siedmiokrotna mistrzyni kraju w latach 1973–1984. Wielokrotna reprezentantka Włoch m.in. w pucharze Europy. 